# Tetracheilostoma
Tetracheilostoma is een geslacht van slangen uit de familie draadwormslangen (Leptotyphlopidae) en de onderfamilie Epictinae.

## Naam en indeling
De wetenschappelijke naam van de groep werd voor het eerst voorgesteld door Giorgio Jan in 1861. Er zijn drie soorten, waarvan er twee pas in 2008 wetenschappelijk zijn beschreven. De slangen werden eerder aan andere geslachten toegekend, zoals Typhlops, Stenostoma, Glauconia en Leptotyphlops.
De geslachtsnaam Tetracheilostoma betekent vrij vertaald 'vijf schilden' en slaat op het aantal supralabiale schubben.

## Verspreiding en habitat
De slangen komen voor in delen van het Caribisch Gebied en leven op eilanden behorend tot de Bovenwindse Eilanden van de Kleine Antillen; Martinique, Saint Lucia en Barbados. De habitat bestaat uit droge tropische en subtropische bossen en vochtige tropische en subtropische laaglandbossen. Ook in door de mens aangepaste streken zoals landelijke tuinen kunnen de dieren worden aangetroffen.

## Beschermingsstatus
Door de internationale natuurbeschermingsorganisatie IUCN is aan alle soorten een beschermingsstatus toegewezen. Een soort wordt beschouwd als 'veilig' (Least Concern of LC), een soort als 'bedreigd' (Endangered of EN) en de soort Tetracheilostoma carlae staat te boek als 'ernstig bedreigd' (Critically Endangered of CR).

## Soorten
Het geslacht omvat de volgende soorten, met de auteur en het verspreidingsgebied.
| Naam                        | Auteur         | Verspreidingsgebied               | Beschermingsstatus |
| --------------------------- | -------------- | --------------------------------- | ------------------ |
| Tetracheilostoma bilineatum | Schlegel, 1839 | Martinique, Saint Lucia, Barbados |                    |
| Tetracheilostoma breuili    | Hedges, 2008   | Saint Lucia                       |                    |
| Tetracheilostoma carlae     | Hedges, 2008   | Barbados                          |                    |